# Хартвиг (лунный кратер)
Кратер Хартвиг (лат. Hartwig), не путать с кратером Хартвиг на Марсе, —  большой древний ударный кратер в западной экваториальной области видимой стороны Луны. Название присвоено в честь немецкого астронома Карла Эрнста Хартвига (1851—1923) и утверждено Международным астрономическим союзом в 1964 г. Образование кратера относится к донектарскому периоду.

## Описание кратера

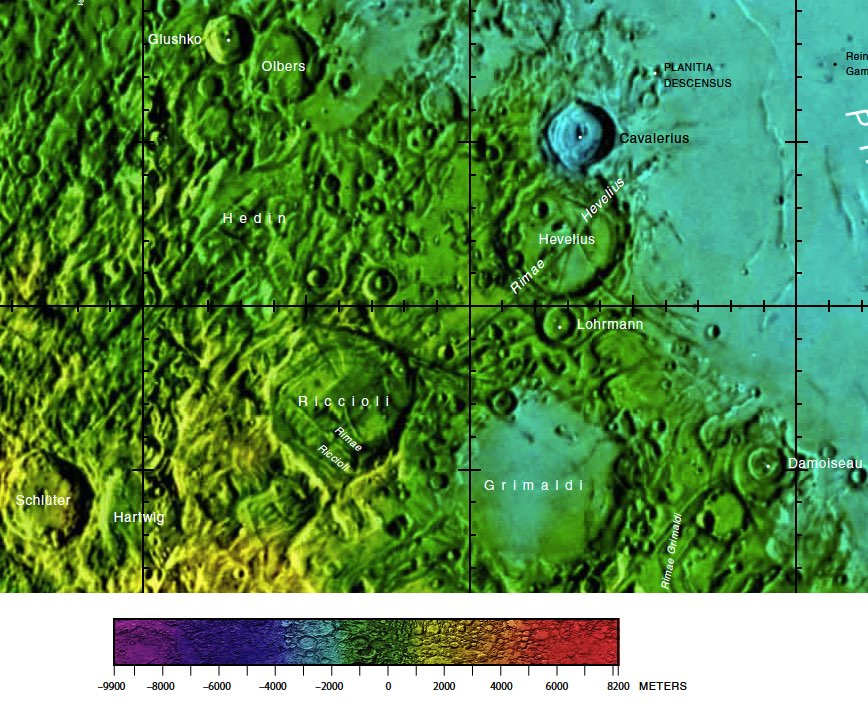
Окрестности кратера Хартвиг. Фрагмент карты видимой стороны Луны.

Ближайшими соседями кратера Хартвиг являются кратер Шлютер в непосредственной близости на западе; кратер Риччоли на востоке-северо-востоке и кратер Рокка на юго-востоке. На юго-западе от кратера расположены горы Кордильеры; на юге-юго-западе, за Кордильерами, Озеро Осени. Селенографические координаты центра кратера 6°08′ ю. ш. 80°28′ з. д. / 6,14° ю. ш. 80,47° з. д., диаметр 78,5 км, глубина 2210 м.
Кратер Хартвиг практически полностью разрушен и перекрыт породами выброшенными при образовании Моря Восточного, трудно различим на фоне окружающей местности. Лучше всего сохранилась западная и северная часть вала. Дно чаши пересеченное, в северо-восточной части чаши расположен приметный чашеобразный сателлитный кратер Хартвиг А.
В кратере отмечена магнитная аномалия и рядом с ней гравитационная аномалия.

## Сателлитные кратеры

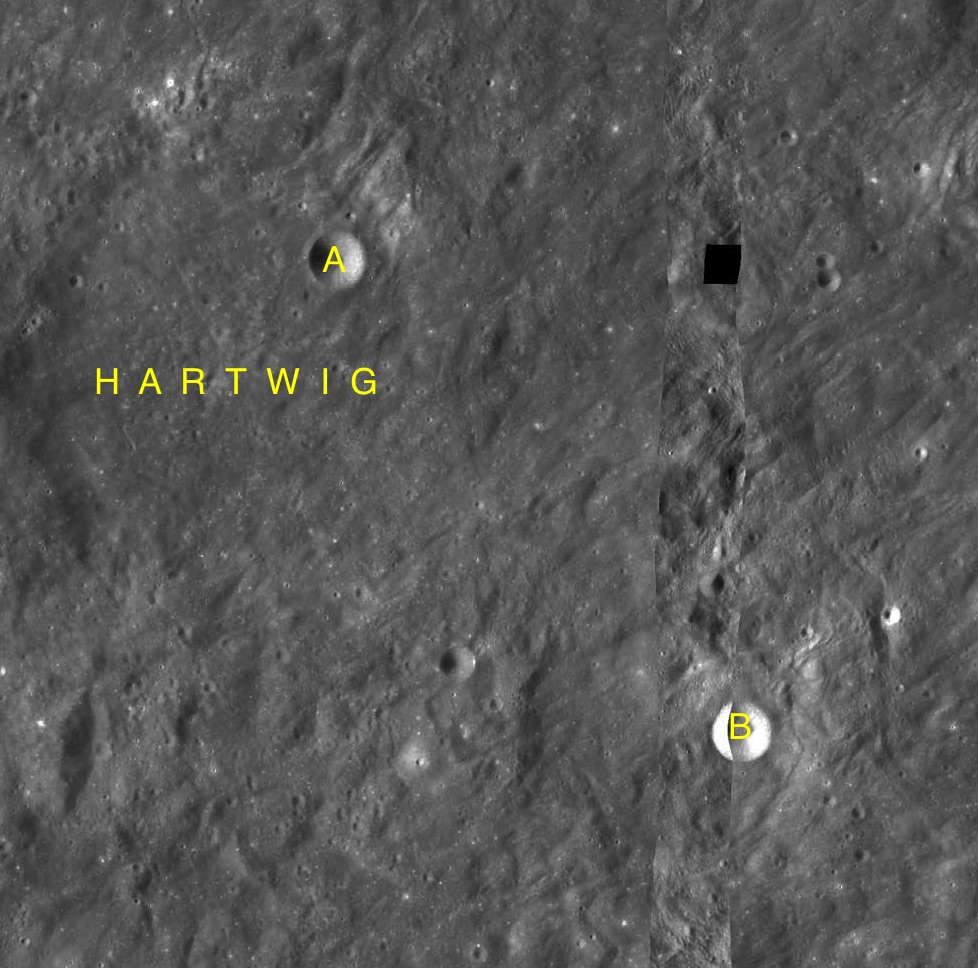
Фрагмент карты LAC-73.

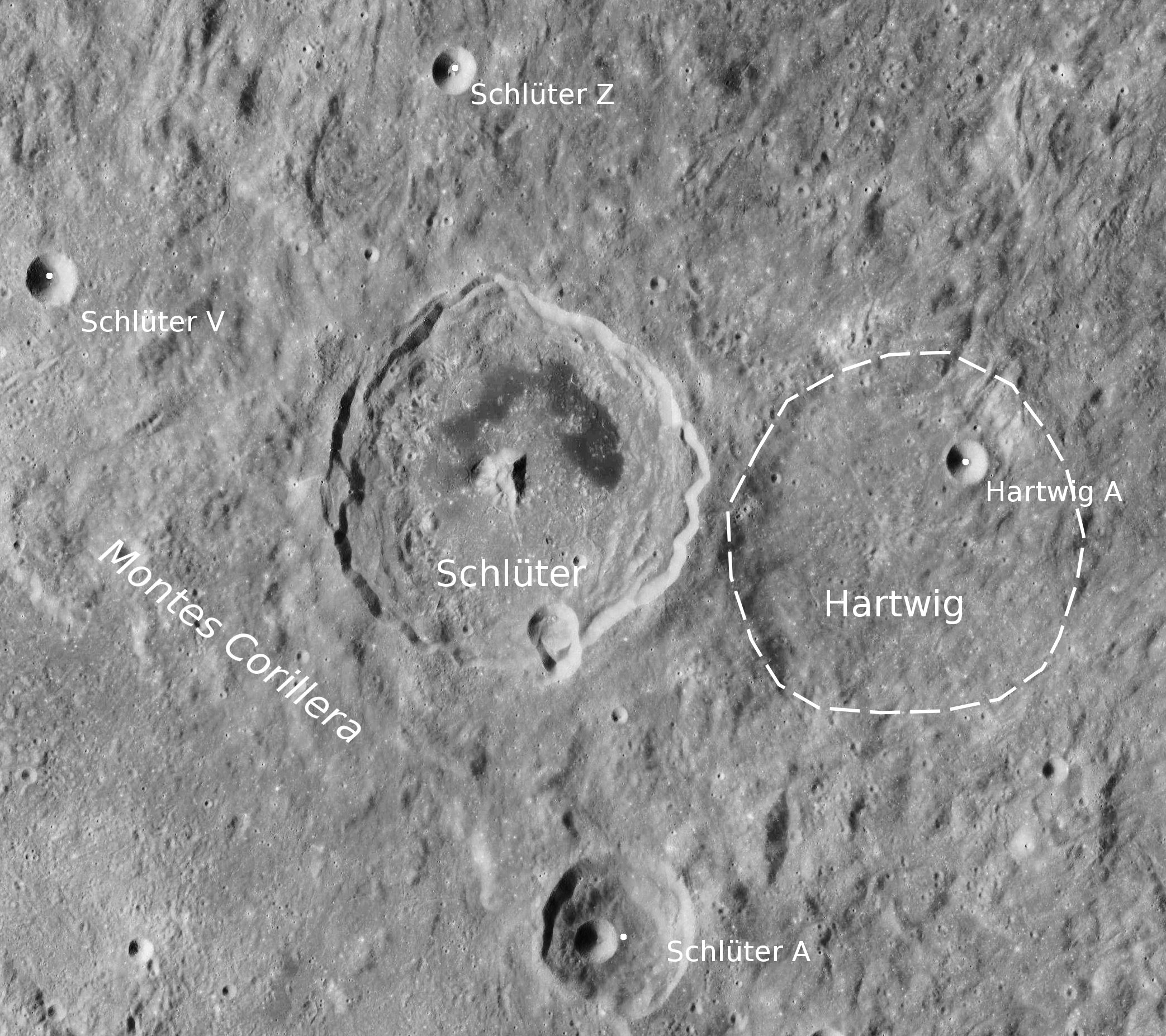
Окрестности кратера Хартвиг. Снимок зонда Lunar Reconnaissance Orbiter.

| Хартвиг | Координаты                                          | Диаметр, км |
| ------- | --------------------------------------------------- | ----------- |
| A       | 5°46′ ю. ш. 79°52′ з. д. / 5,76° ю. ш. 79,86° з. д. | 10,0        |
| B       | 8°25′ ю. ш. 77°34′ з. д. / 8,42° ю. ш. 77,56° з. д. | 10,2        |

## См.также
- Список кратеров на Луне
- Лунный кратер
- Морфологический каталог кратеров Луны
- Планетная номенклатура
- Селенография
- Минералогия Луны
- Геология Луны
- Поздняя тяжёлая бомбардировка